# Ehmetjan Qasimi

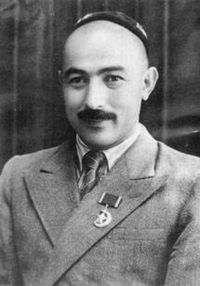
Ehmetjan Qasimi

Ehmetjan Qasimi (* 15. April 1914; † 27. August 1949; chinesisch 阿合買提江·哈斯木, Pinyin Āhémǎitíjiāng Hāsīmù, ɑ́xɤ̌màɪtʰǐtɕjɑ́ŋ xɑ́símû; uigurisch ئەخمەتجان قاسىمى Əhmətjan Ⱪasimi, kyrillisch: Ахметжан Касими; auch: Ehmetjan Qasimi, Exmetjan Qasimi, Ahmetjan Khasimi, Ahmet Jan Kasimi, Aḥmadjān Qāsim, Ahmetcan Kasim, Kasimov) war ein uigurischer politischer Führer in Xinjiang in der Republik China.

## Politische Karriere
Ehmetjan wurde 1914 in Ghulzha (Yining) geboren. Er studierte 1936 an der Kommunistischen Universität der Werktätigen des Ostens in Moskau und war Mitglied der Kommunistischen Partei. Qasimi russifizierte seinen Familiennamen zu „Kasimov“. Er wurde als „Stalins Mann“ bezeichnet und als „kommunistisch-gesinnter Progressiver“.
Dann wurde er Mitglied der regierenden Versammlung der Zweiten Ostturkestanischen Republik (ETR,  شەرقىي تۈركىستان جۇمھۇرىيىتى 東突厥斯坦共和國), einer Organisation, die durch die Sowjets in drei nordwestlichen Distrikten von Xinjiang während der Drei-Bezirke-Revolution gegründet wurde. Qasimi war nicht selbst in die Planung der Rebellion involviert. Die ETR wurde anfangs geführt von Elihan Tore, der lieber eine konservativ-islamische Regierung einführen wollte. Tore wurde 1946 wurde vom KGB gewaltsam in die UdSSR verschleppt und dort festgehalten. Daraufhin wurde Qasimi Führer des pro-sowjetischen Sinkiang Turkic People's National Liberation Committee (STPNLC).
Im Juni 1946 erarbeitete Qasimi eine politische Übereinkunft mit dem national-chinesischen Führer Zhang Zhizhong um eine Koalitionsgeführte Provinz-Regierung in Dihua, dem heutigen Urumqi einzurichten.  Die ETR wurde dem Namen nach aufgelöst, aber dei drei Distrikte erhielten ihre Autonomie.  Als Vice-Chairman der Regierung forderte Qasimi Einheit und Unterstützung der Regierung. Er erklärte, dass die Menschen in Ili nur den Aufstand begonnen hätten, um ihre eigenen Rechte unter der chinesischen Verfassung zu bewahren. Er war Mitglied der Delegation von Xinjiang bei der Nationalversammlung in Nanjing.
Im Sommer 1949, als die chinesischen Nationalisten den Bürgerkrieg an die chinesischen Kommunisten verloren, plante die Sowjetunion, dass die Führer der ETR die Seiten wechseln sollten. Am 22. August 1949 begleitete Vasiliy Borisov, der sowjetische Vice-Konsul in Yining, die ETR-Führer auf einer Autofahrt in die USSR um dringende Gespräche mit sowjetischen Beamten über die Zukunft der ETR zu führen. Dort wurden sie angewiesen mit der Kommunistischen Partei Chinas zu kooperieren. Sie wurden von Mao Zedong eingeladen, an der ersten Konsultativkonferenz in Beijing zur Gründung der Volksrepublik China teilzunehmen.

## Tod
Am 22. August brachen Ehmetjan Qasimi, Abdulkerim Abbas sowie Ishaq Beg Munonov, Dalelkhan Sugirbayev und Luo Zhi von Yining auf. Sie reisten im Auto nach Almaty und am 23. August flogen sie nach Nowosibirsk, wo sie durch Unwetterwarnungen aufgehalten wurden. Die Delegation, die nicht die Konferenz in Beiping verpassen wollte, bestand darauf, die Reise fortzusetzen und verließ Nowosibirsk am 25. August. Das Flugzeug verunglückte in schwierigen klimatischen Bedingungen in der Region des Baikalsees am 26. August und alle Insassen starben. Qasimi war zu der Zeit 35 Jahre alt.
Die Nachricht von dem Unglück erreichte Yining am 3. September und Saifudin Aziz führte eine weitere Delegation der Regierung von Ili am 7. September nach Beijing. Diese Delegation flog von Yining nach Chita und erreichte Beiping am 15. September mit dem Zug über Manzhouli und Shenyang.

## Familie
Ehmetjan Qasimi wurde im Januar 1945 mit Mahinur Qasim (玛依努尔•哈斯木) aus Huocheng verheiratet. Das Paar hatte einen Sohn und eine Tochter. 1952 wurde Mahinur Qasim Bürgermeisterin von Yining und trat der chinesischen Kommunistischen Partei bei. Später diente sie als Mitglied des Ständigen Ausschusses und als stellvertretende Vorsitzende der All-China Women’s Federation (中华全国妇女联合会). Sie war eine prominente Verfechterin von Frauen- und Kinderrechten. Ihre Memoiren über ihren Mann, Remembering Ehmetijan (回忆阿合买提江), wurden 2011 in China veröffentlicht.

## Vermächtnis
In der Volksrepublik China wird Ehmetjan Qasimi als Märtyrer und Held verehrt. Seine Überreste wurden im April 1950 nach China zurückgebracht und später in einem Märtyrerfriedhof in Yining bestattet. Den Friedhof schmückt eine Stele mit einer Kalligraphie von Mao Zedong, die Qasimi und seine Begleiter für ihre Beiträge zur Chinesischen Volksrevolution preist und ihren Tod betrauert.